# Monhystera socialis
Monhystera socialis är en rundmaskart som beskrevs av Butschli 1874. Monhystera socialis ingår i släktet Monhystera och familjen Monhysteridae. Arten är reproducerande i Sverige. Inga underarter finns listade i Catalogue of Life.